# Mario Hezonja
Mario Hezonja (en croat, ˌ[mâːrio ˈxêzoɲa]; nascut el 25 de febrer de 1995 a Dubrovnik) és un jugador professional de bàsquet croat. La seva posició natural a la pista és la d'aler, però també pot jugar d'escorta o fins i tot de base. Fou seleccionat en cinquena posició al draft de l'NBA del 2015 pels Orlando Magic.

## Trajectòria juvenil
Hezonja va començar a jugar a categories absloutes en la seva Croàcia nadiua quan tenia 12 anys, i als 13 anys va començar dues temporades en les quals va competir amb el KK Dubrovnik. El 2010, Hezonja va firmar un contracte amb el club croata KK Zagreb. El 2011, guanyà el Nike International Junior Tournament amb el Zagreb. També va ser convocat per a jugar a l'equip de l'All-Tournament, juntament amb el seu company Dario Šarić. Es va perdre la temporada 2011-12 a causa d'una mononucleosi.

## Trajectòria professional

### FC Barcelona (2012–2015)

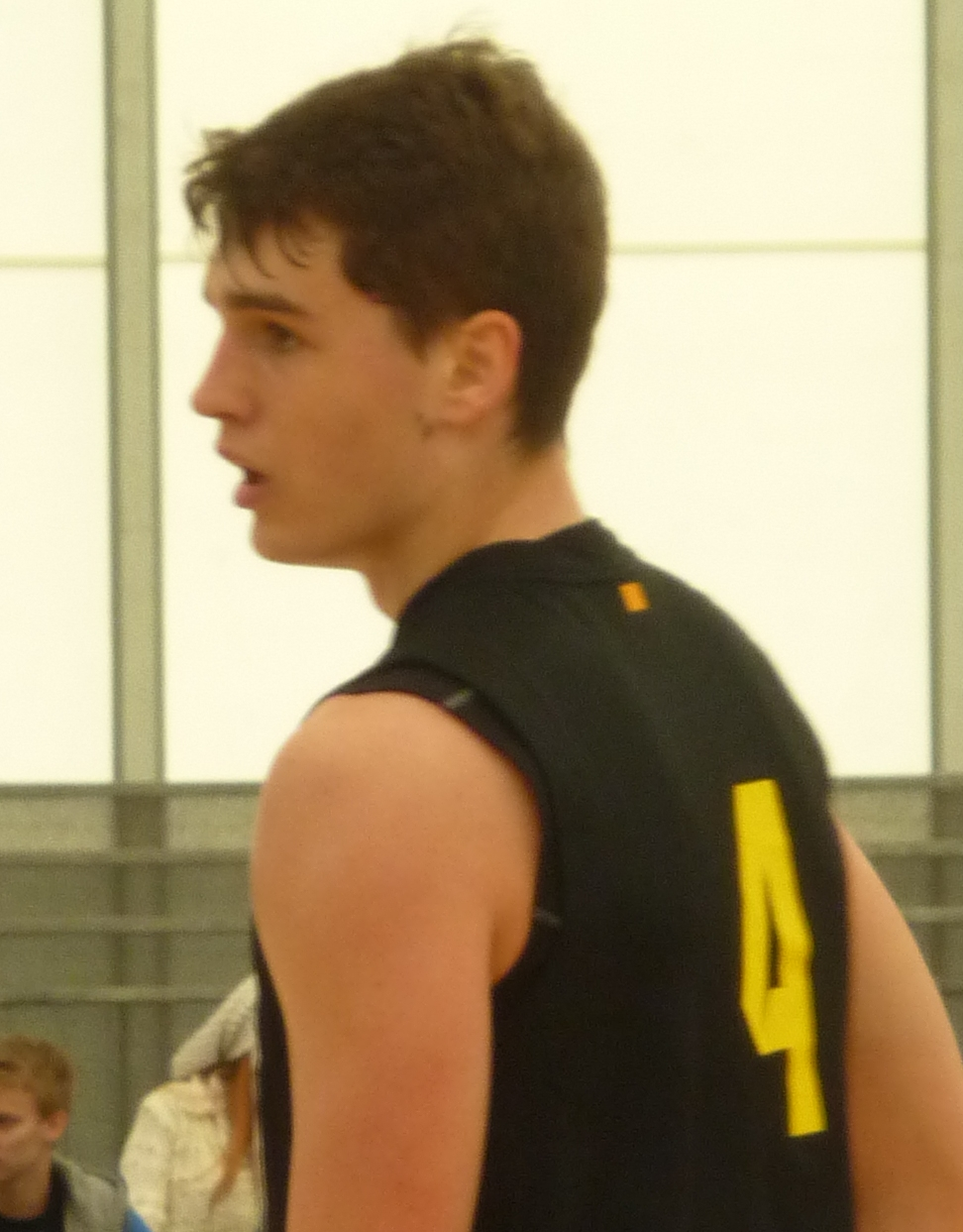
Hezonja jugant per a l'equip sub-18 del FC Barcelona a les finals del Torneig Júnior de l'Eurolliga de Londres, el maig de 2013.

El juliol de 2012, Hezonja va firmar un contracte de tres anys amb el FC Barcelona Bàsquet, quan tenia 17 anys. També tenia l'opció d'estendre el seu contracte per quatre anys més amb el club. El seu antic club, KK Zagreb, va obtenir 150.000 euros per a la posterior compra del jugador, ja que durant la temporada 2012-13 va ser cedit al segon equip, el FC Barcelona Bàsquet B que jugava a la LEB Oro, la segona categoria del bàsquet espanyol. El 2012, Hezonja va ser nominat pel Premi al Jugador Jove de l'Any de la FIBA Europe, que fou guanyat per Jonas Valančiūnas.
Hezonja va debutar a l'Eurolliga en la temporada 2012-13, el 30 de novembre de 2012 a la pista del Besiktas de Turquia. El 7 d'abril de 2013 va jugar els primers minuts de Lliga ACB a la pista del Blusens Monbus. Aquesta temporada només va jugar 2 partits, amb una mitjana de 2.5 punts i 2 rebots per partit. El 2013, Hezonja va ser convidat per formar part de l'equip del món al Nike Hoop Summit, però no hi va poder participar per una lesió.
De cara a la temporada 2013-2014 es va incorporar definitivament a la plantilla del primer equip del FC Barcelona amb la qual va guanyar la lliga aquest mateix any, encara que en aquella temporada no va tenir una gran rellevància en l'equip.
Temporada 2014–15

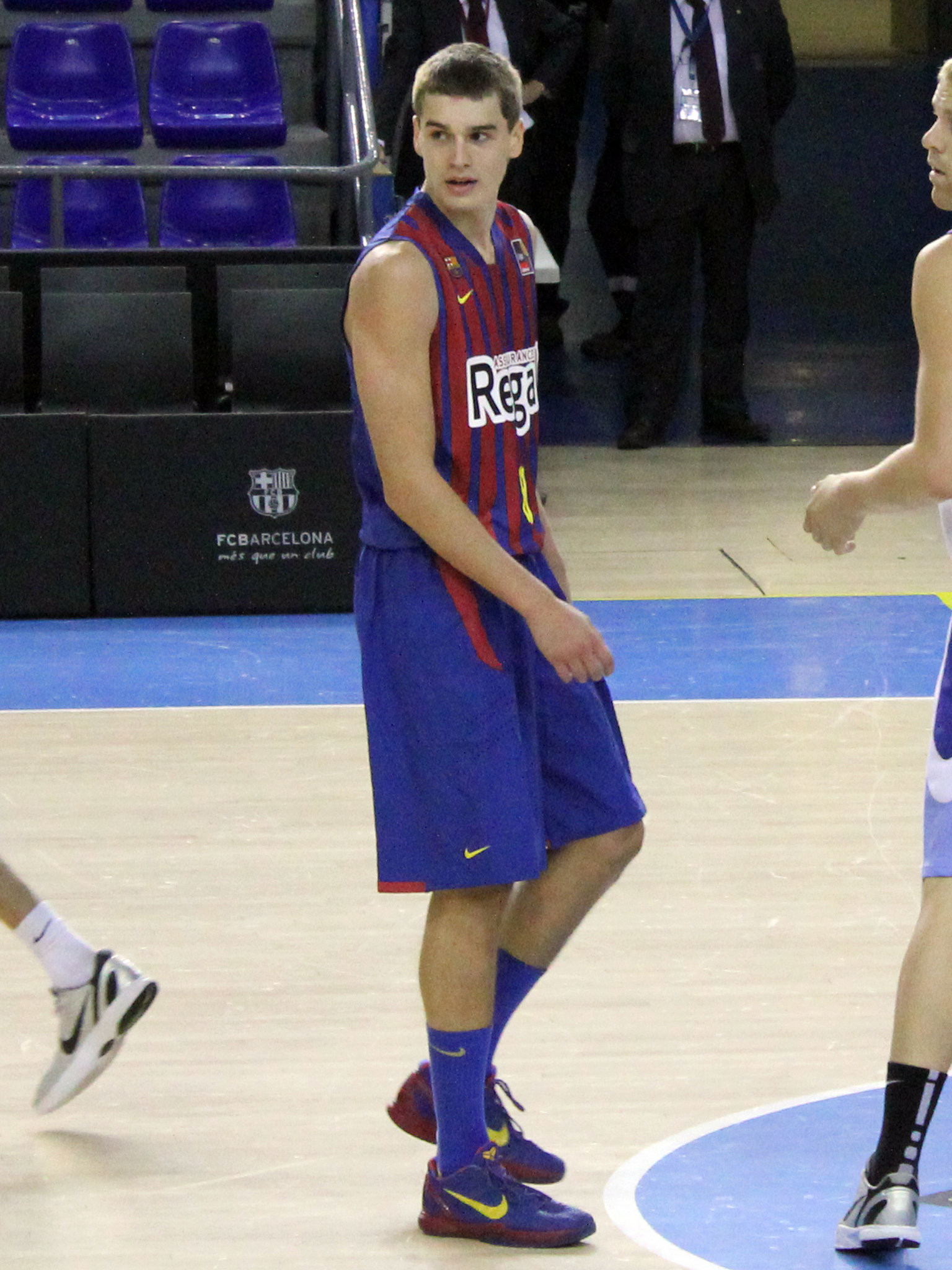
Hezonja jugant amb el FC Barcelona.

Al començament de la temporada 2014-15, Hezonja va tenir més participació a l'equip, i va passar de jugar els minuts escombraria de la temporada anterior a uns 15 minuts per partit de forma regular.
El 1r de febrer de 2015, Hezonja va encistellar 8 triples de 8 intents en un partit de la Lliga ACB 2014/15 contra La Bruixa d'Or Manresa, que el FC Barcelona va guanyar 101-53, i es va convertir en el MVP de l'ACB de la setmana 19. El Barça va acabar la seva participació a l'Eurolliga 2014-15 amb l'eliminació als quarts de final per part de l'Olympiakos BC. En 22 partits d'Eurolliga jugats, Hezonja va tenir unes mitjanes de 7.7 punts, 2 rebots i 1 assistència per partit.
El 23 d'abril de 2015, després de l'eliminació del Barça a l'Eurolliga, Hezonja es va declarar elegible pel Draft de l'NBA del 2015. Ràpidament va ser identificat com un dels possibles primers escollits, ja que en el seu moment ja va sorprendre que no hi participés el 2014, el primer any en què podia ser triat. La premsa espanyola i croata va interpretar aquest moviment amb una falta de comunicació entre ell i l'entrenador del FC Barcelona Xavi Pascual, però aquest ho va negar. Finalment el Barça va acabar la temporada perdent la final de la lliga ACB per 3-0 contra el Real Madrid Baloncesto.

### Orlando Magic (2015-2018)
En el Draft de l'NBA del 2015 va ser triat en la cinquena posició pels Orlando Magic. Pocs dies després es desvinculava del FC Barcelona i viatjava cap a Orlando per unir-se a la franquícia de l'NBA, on va firmar un contracte amb els Magic.
Temporada 2015–16
Hezonja va debutar amb els Magic en el primer partit de la temporada amb derrota contra els Washington Wizards, el 28 d'octubre de 2015. Hezonja va fer 11 punts en 25 minuts. El 31 de gener de 2016, va aconseguir anotar el seu màxim de punts de la temporada, 17, en la victòria per 119-114 contra els Boston Celtics. El 28 de febrer de 2016 va jugar per primer cop com a titular a l'NBA i va esmaixar en els 4 primers segons del partit, on va aconseguir anotar 13 punts amb un 5/9 en llançaments en 27 minuts jugats, en la victòria per 130-116 contra els Philadelphia 76ers. El 2 de març de 2016, va aconseguir el seu rècord d'anotació amb 21 punts en la victòria per 102-89 contra els Chicago Bulls. L'11 d'abril de 2016, va aconseguir els màxims de la seva trajectòria amb set assistències i cinc robatoris, a part d'anotar 19 punts en la victòria per 107-98 contra els Milwaukee Bucks.
Els Orlando Magic van acabar la temporada amb 35 victòries i 47 derrotes, i no es van classificar per als playoffs. Hezonja va acabar la temporada participant en 79 partits, amb mitjanes de 6.1 punts, 2.2 rebots i 1.4 assistències amb un percentatge d'encert del 43.3. Al final de la temporada, els Magic van canviar l'entrenador Scott Skiles per Frank Vogel.
Temporada 2016–17
Amb el nou entrenador Frank Vogel, Hezonja va tenir menys minuts, degut a la seva defensa mediocre. El 28 d'octubre de 2016, Hezonja va anotar 13 punts en la derrota per 108-82 contra els Detroit Pistons. Aquest fou el seu màxim d'anotació de la temporada, que també va aconseguir el 4 d'abril de 2017 en la derrota per 122-102 contra els Cleveland Cavaliers. En l'últim partit de la temporada, Hezonja va aconseguir el seu rècord de rebots en la seva carrera, 11, en la victòria per 113-109 contra Detroit.
Malgrat que la seva defensa va millorar cap al final de la temporada, la seva capacitat anotadora va desaparèixer. En general, la seva segona temporada a l'NBA va ser decepcionant, i amb la reducció de minuts les seves mitjanes per partit van baixar a 4.9 punts i 2.2 rebots, amb un percentatge d'anotació del 35.5. Els Orlando Magic van acabar la temporada amb 29 victòries i 53 derrotes, i no es van classificar per als playoffs per cinquè cop consecutiu.
Temporada 2017–18
El 31 d'octubre de 2017, els Magic van decidir no ampliar el contracte d'Hezonja per una temporada més. La seva última temporada als Magic va començar sense participació al principi, i va debutar finalment davant dels Atlanta Hawks el 9 de desembre, partit en el qual va anotar 7 punts. El 13 de desembre, en un partit contra Los Angeles Clippers, va aconseguir el seu màxim d'anotació de la temporada, 17 punts, acompanyats de 9 rebots, 4 assistències i 3 taps. El 17 de desembre, Hezonja va aconseguir el seu màxim d'anotació en la seva trajectòria a l'NBA, 28 punts, a part d'aconseguir 6 rebots i 2 assistències, amb 8 triples anotats de 12 intentats, en la derrota pe 114-110 contra els Detroit Pistons.

### New York Knicks (2018–2019)
El 6 de juliol de 2018, Hezonja va firmar un contracte d'una temporada amb els New York Knicks.

### Portland Trail Blazers (2019–2020)
El 3 de juliol de 2019, Hezonja va firmar un contracte de dos anys amb els Portland Trail Blazers.

### Panathinaikos (2021)
El 22 de febrer del 2021 va signar contracte amb el Panathinaikos BC de l'A1 Ethniki grega fins a final de temporada. Amb la tornada a Europa, el FC Barcelona va obtenir els seus drets de nou a final de temporada, tot i que finalment va decidir no incorporar-lo a la plantilla. El seu debut va ser precisament contra el FC Barcelona, a la ronda 27 de l'Eurolliga. El Panathinaikos va caure per 77-85 anotant Hezonja 21 punts sent el màxim anotador del seu equip. A principis de maig de 2021, el Panathinaikos va vèncer a la final de la Copa de Grècia, anotant 18 punts davant del Promitheas Patras.

### UNICS Kazan (2021)
L'1 d'agost de 2021, signa per l'UNICS Kazan de la VTB United League.

### Reial Madrid (2022-Actualitat)
El 21 de juliol del 2022 torna a Espanya, a jugar a les files del Reial Madrid de la Lliga ACB.

## Trajectòria a la selecció nacional
Hezonja va ser nomenat MVP del Campionat FIBA Europa Sub-16 de 2011, després que Croàcia guanyés el torneig sota el seu lideratge amb un doble-doble a la final, amb 21 punts, 10 rebots i 3 robatoris. Les seves estadístiques al torneig foren de 20 puts, 8.2 rebots i 2.7 assistències per partit. Va ser triat per a l'All-Tournament Team del Campionat del Món de la FIBA Sub-17 de 2012.
Hezonja va debutar amb la selecció de bàsquet de Croàcia absoluta al Campionat del Món de bàsquet masculí de 2014. També representà Croàcia a l'Eurobàsquet 2015, on la seva selecció fou eliminada als vuitens de final per la República Txeca. En 6 partits del torneig, va aconseguir unes mitjanes de 6.7 punts, 4.3 rebots i 1.2 assistències amb un percentatge de llançament del 41.2.
Hezonja també representà Croàcia als Jocs Olímpics d'estiu de 2016, on va aconseguir el cinquè lloc.

## Estadístiques

### NBA

#### Temporada regular
| Temporada | Equip    | PJ  | PT | MPP  | %TC  | %3P  | %TL  | RPP | APP | ROB | TPP | PPP |
| --------- | -------- | --- | -- | ---- | ---- | ---- | ---- | --- | --- | --- | --- | --- |
| 2015-16   | Orlando  | 79  | 9  | 17.9 | .433 | .349 | .907 | 2.2 | 1.4 | .5  | .2  | 6.1 |
| 2016-17   | Orlando  | 65  | 2  | 14.8 | .355 | .299 | .800 | 2.2 | 1.0 | .5  | .2  | 4.9 |
| 2017-18   | Orlando  | 75  | 30 | 22.1 | .442 | .337 | .819 | 3.7 | 1.4 | 1.1 | .4  | 9.6 |
| 2018-19   | New York | 58  | 24 | 20.8 | .412 | .276 | .763 | 4.1 | 1.5 | 1.0 | .1  | 8.8 |
| Total     | Total    | 277 | 65 | 18.9 | .417 | .321 | .811 | 3.0 | 1.3 | .7  | .3  | 7.3 |

### Eurolliga
| Temporada | Equip     | PJ | PT | MPP  | %TC  | %3P  | %TL  | RPP | APP | ROB | TPP | PPP | Val. |
| --------- | --------- | -- | -- | ---- | ---- | ---- | ---- | --- | --- | --- | --- | --- | ---- |
| 2012–13   | Barcelona | 2  | 0  | 9.5  | .333 | .000 | .500 | 2.0 | .0  | .5  | .0  | 2.5 | 1.5  |
| 2013–14   | Barcelona | 14 | 1  | 6.1  | .429 | .250 | .750 | .5  | .2  | .0  | .0  | 1.6 | .9   |
| 2014–15   | Barcelona | 22 | 2  | 16.5 | .462 | .382 | .750 | 2.0 | 1.0 | .6  | .2  | 7.7 | 6.1  |
| Total     | Total     | 38 | 3  | 12.3 | .453 | .369 | .733 | 1.4 | .7  | .4  | .1  | 5.2 | 4.0  |

## Palmarès

### Per equips
Júnior
- Nike International Junior Tournament (2011)
- Torneig de L'Hospitalet (2013)

Absolut
- Lliga ACB 2013/14[32]

### Individual
- Campionat sub-16 de FIBA Europe de 2011: MVP[33]
- Nike International Junior Tournament de 2011: All-Tournament Team
- Sportske novosti award per joc net (2011)[34]
- Copa del món de bàsquet sub-17 de 2012: All-Tournament Team
- Torneig de L'Hospitalet de 2013: All-Tournament Team
- Estrella emergent de la LEB Oro (2012-2013)[35]